# Thalassianthidae
Thalassianthidae is een familie uit de orde van de zeeanemonen (Actiniaria). De familie is voor het eerst wetenschappelijk beschreven door Milne-Edwards in 1857. De familie omvat 4 geslachten en 8 soorten.

## Geslachten
- Actineria
- Cryptodendrum Klunzinger, 1877
- Heterodactyla Hemprich & Ehrenberg in Ehrenberg, 1834
- Thalassianthus